# Staré Město pod Landštejnem
Staré Město pod Landštejnem – wieś i gmina w Czechach, w powiecie Jindřichův Hradec, w kraju południowoczeski. Według danych z dnia 1 stycznia 2014 liczyła 490 mieszkańców.